# Иса Ћосја
Иса Ћосја (алб. Isa Qosja; Вусање, 1949) албански је редитељ из Црне Горе.

## Биографија
Рођен је у албанској породици у Вусању, у тадашњој Народној Републици Црној Гори. Драмску уметност и глуму студирао је на Универзитету у Приштини, а након тога Академију за филм, позориште, радио и телевизију у Београду. Аутор је много уметничких и документарних филмова, а међу најпознатијима је Прока (1984) који је приказан на многим међународним фестивалима. За филм Кукуми (2005) добио је Специјалну награду жирија на Сарајевском филмском фестивалу.

## Филмографија
- Прока (1984)
- Кукуми (2005)